# Danielle Lloyd
 (décembre 2009).
Si vous disposez d'ouvrages ou d'articles de référence ou si vous connaissez des sites web de qualité traitant du thème abordé ici, merci de compléter l'article en donnant les références utiles à sa vérifiabilité et en les liant à la section « Notes et références ».
Pour les articles homonymes, voir Lloyd.
Danielle Lloyd (née le 16 décembre 1983 à Liverpool) est un mannequin britannique.
Elle est connue pour avoir été déchue de ses titres de Miss Angleterre 2004 et Miss Grande-Bretagne 2006, et pour avoir posé nue dans le magazine Playboy.
Mais c'est en 2007 qu'elle eut le plus de critiques, non pas pour sa participation au Celebrity Big Brother 5, mais pour avoir eu des propos racistes envers l'actrice indienne Shilpa Shetty (la gagnante du jeu). Jo O'Meara et Jade Goody ont également été critiquées pour ces propos. C'est pour cela que toutes les trois furent éliminées, mais Danielle atteindra la finale. 

## Biographie
Lloyd est née à Liverpool, en Angleterre, la fille de Jackie et Arthur Lloyd, un opérateur de production banque et un vendeur Ford Motor Co / Jaguar coordination motrice, respectivement. Lloyd affirme avoir été victime d'intimidation à l'école, mais Chris Yates, le directeur de l'une des anciennes écoles de Lloyd, St Hilda, a réfuté ces allégations. Après avoir terminé l'école, elle a décidé de ne pas continuer ses études de chimie et de biologie et de poursuivre une double carrière dans le mannequinat et comme esthéticienne spécialisée dans le massage. 

## Carrière
Lloyd a été couronnée Miss Angleterre le 17 juillet 2004, et a participé à Miss Monde 2004. Le 26 février 2006, Lloyd a été nommée Miss Grande-Bretagne 2006. 
Le 2 novembre 2006, elle a été déchue de son titre « à la suite des dernières allégations dans la presse et les magazines et la publicité donnée sur le site web de Playboy pour leur prochain numéro », selon le site Miss Grande-Bretagne.
Elle a remporté l'édition célébrité de Le maillon faible en 2008 et Total Wipeout en 2010.
En 2023 elle participe à l'émission Celebrity SAS: Who Dares Wins. 

## Celebrity Big Brother5
Lloyd rejoint Celebrity Big Brother le 3 janvier 2007, au début de la série. Lloyd a fini cinquième de la compétition, avec 3,3 % des voix.

## Vie privée
Danielle a eu des aventures avec plusieurs footballeurs dont Marcus Bent, Jermain Defoe et le dernier avant son mari, Teddy Sheringham.
Danielle Lloyd annonce qu'elle est fiancée au footballeur Jamie O'Hara, le 1er décembre 2009. Ils se marie le 26 mai 2012 ; elle prend le nom de son époux et se nomme désormais Danielle O'Hara. Le couple accueille son premier enfant le 11 juillet 2010, son second le 13 juillet 2011 avec 10 semaines d'avance, et leur troisième le 29 août 2013. En 2014 le couple divorce.
Elle épouse en 2019 Michael O'Neill, avec qui elle aura un garçon et une fille.